# Lawnmower Dog
Lawnmower Dog es el segundo episodio de Rick y Morty. Se estrenó en Adult Swim el 9 de diciembre de 2013, fue escrito por Ryan Ridley, y dirigido por John Arroz. En el episodio, Rick da a Jerry un dispositivo para aumentar la inteligencia del perro, mientras que Rick y Morty entran a los sueños del profesor de matemática de Morty para que aumente sus calificaciones. El episodio fue bien recibido, con aproximadamente 1.5 millones de espectadores cuándo se estrenó.
El título hace referencia a la película The Lawnmower Man (1992), en qué un científico realza el intelecto de un sencillo-jardinero importado.

## Recepción
El club A.V. dio al episodio un índice A, con el revisor Zach Handlen destacando que sea "por mucho la cumbre del espectáculo". Junkey Mono reviewer William Manzo alabó el episodio, diciendo que el episodio era una sorpresa bienvenida " cuándo comparado al piloto." Dándole un 10/10. Topher Ruse De Burbuja Blabber dio el episodio un 9.5 fuera de un posible 10.